# 日鉱製錬

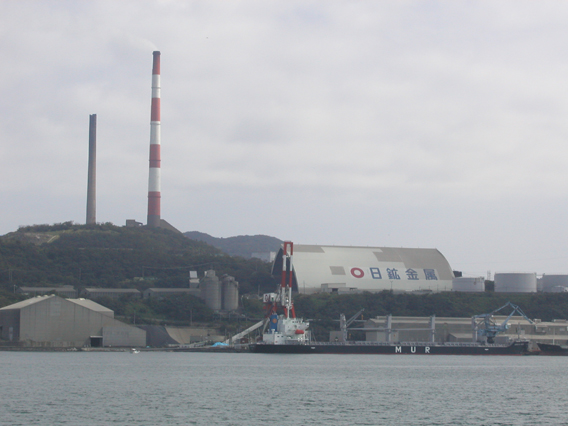
佐賀関製錬所

日鉱製錬株式会社（にっこうせいれん）は、パンパシフィック・カッパー株式会社（PPC）の子会社で、同社の非鉄金属製錬を受託している企業であった。

## 事業所
- 本社
  - 東京都港区虎ノ門2丁目10-1
- 生産拠点
  - 佐賀関製錬所 - 大分県大分市大字佐賀関3-3382、銅・硫酸・金の製造を担当
  - 日立精銅工場 - 茨城県日立市宮田町3453（JX日鉱日石金属日立工場内）、銅・銀の製造を担当

## 沿革
- 2006年（平成18年）4月1日 - 会社設立。日鉱金属佐賀関製錬所・日立精銅工場の製錬工場を継承。
- 2010年（平成22年）4月1日 - パンパシフィック・カッパー株式会社に吸収合併される。